# Johanna Elisabeth Meyer

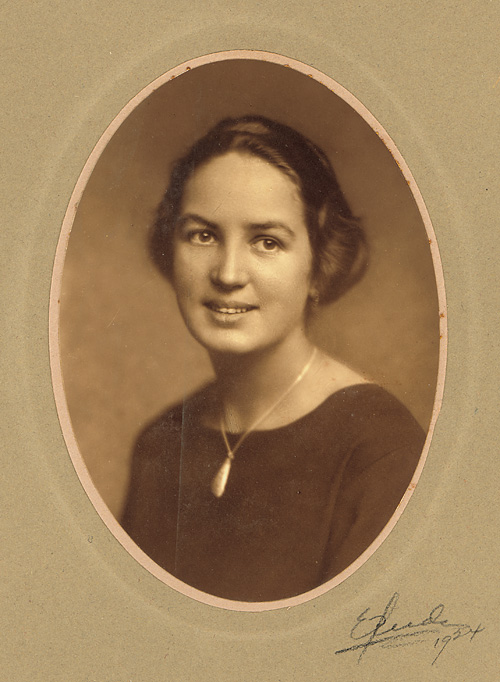
Porträt von Elisabeth Meyer

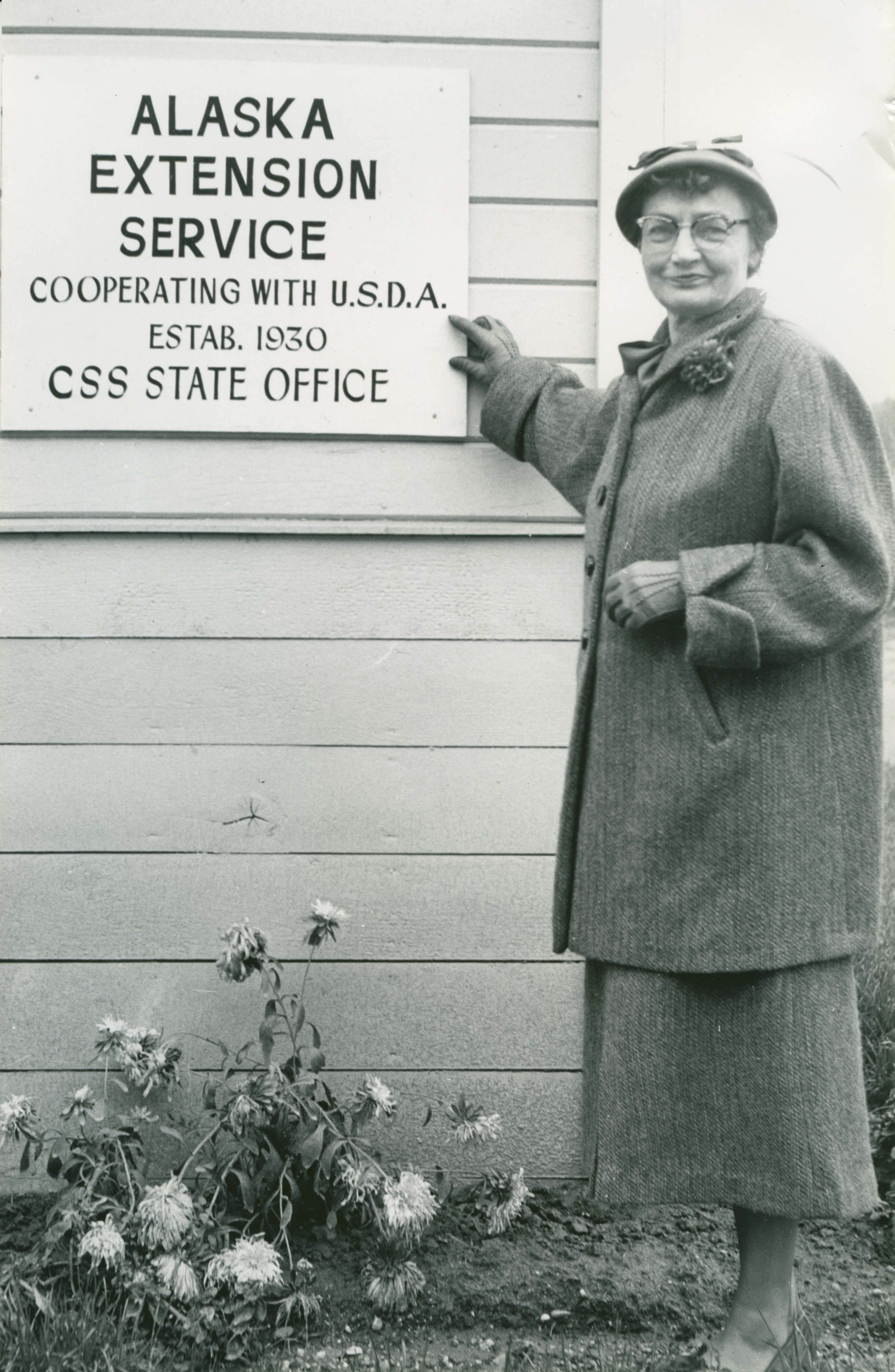
Elisabeth Meyer in Alaska, 1955

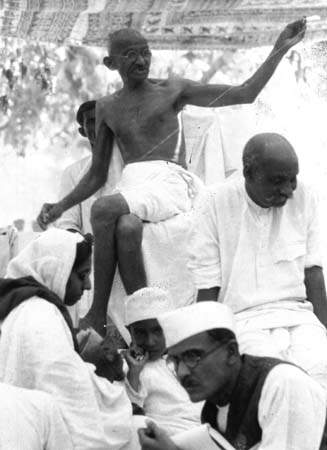
Gandhi umgeben von Anhängern

Johanna Elisabeth Meyer (* 15. November 1899 in Tønsberg; † 10. Juni 1968 in Oslo) war eine norwegische Fotografin und Journalistin.

## Leben
Johanna Elisabeth Meyer wurde als einziges Kind des Anwaltes Samuel Meyer und Bertha Margaretha Meyer in Tønsberg geboren. Ihre erste Kamera erhielt sie von ihrem Vater, der 1920 starb. Gemeinsam mit ihrer Mutter zog Meyer nach Oslo, wo sie Mitglied im Oslo Kameraklubb wurde. Nach mehrjähriger Tätigkeit als Amateurfotografin zog sie 1937 nach Berlin, um an der Schule Reimann Fotografie zu studieren. Im Anschluss zog sie nach Budapest, um bis zum Ausbruch des Zweiten Weltkrieges beim ungarischen Fotografen Joszef Pécsi in die Lehre zu gehen.
Über ihr Privatleben ist wenig bekannt. Sie starb 1968 ohne Erben in Oslo. Ihr Fotoarchiv und die Kameras vermachte sie in ihrem Testament dem Oslo Kameraklubb.

## Karriere
Meyer begann früh mit dem Reisen. Durch ihren Vater hatte sie Kontakte zu Schifffahrtsunternehmen und nutzte möglicherweise diese für ihre ersten Reisen. 1929 reiste sie, als vermutlich erste westliche Frau, in den Iran und einige Jahre später nach Tibet und Indien. Auf ihren Reisen traf sie häufig Mitglieder der Oberklasse des jeweiligen Landes. Sie dokumentierte in ihren Reportagen unter anderem Treffen mit Mahatma Gandhi und seiner Familie in Indien und Kemal Atatürk in der Türkei.
Nach ihrem Aufenthalt in Budapest kehrte Meyer 1939 nach Norwegen zurück. Ihre nächsten Reisen führten in die Finnmark und dokumentierten vornehmlich die samischen Orte Kautokeino und Karasjok.
Nach dem Krieg setzte Meyer ihre journalistischen Reisen fort. Sie reiste in die USA und nach Mexiko. Ihre Reportagen erschienen unter anderem in den Wochenblättern Magasinet For Alle, Billedbladet NÅ und Urd, der Tageszeitung Aftenposten und dem zugehörigen A-Magasinet.
Nach Meyers Tod geriet sie weitgehend in Vergessenheit. Ihr Fotoarchiv aus rund 37 000 Bildern wurde erst im Jahr 2000 in einer privaten Garage wiederentdeckt und dem norwegischen Museum für Fotografie (Preus Museum) in Horten übergeben, wo Teile des Werkes ausgestellt werden.

## Werke
- En kvinnes ferd til Persia, Oslo, Gyldendal Norsk Forlag, 1930
- En kvinnes ferd gjennem India, Oslo, Gyldendal Norsk Forlag, 1933
- De små og store dyra våre i bilder og tekst , Oslo, Gimnes, 1949